# 克利里 (密蘇里州)
克利里（英語：Cleary）是位於美國密蘇里州利文斯頓縣的鬼鎮。

## 歷史
克利里的郵局於1845年設立，其後於1901年停運。

## 地理
克利里所處的海拔為高於海平面209米（即686英呎），而該地所採用的時區為UTC-6，即北美中部時區（CST）。同時該地設有夏令時間，為UTC-6調快一小時，即UTC-5（CDT）。